# Carlo Tedaldi Fores
Il conte Carlo Tedaldi Fores (Cremona, 8 ottobre 1793 – Milano, 30 dicembre 1829) è stato uno scrittore italiano.

## Biografia
I suoi esordi letterari risentono della lezione classicista: tanto l'Inno all'Aurora (1816) e il carme Alla speranza (1817), di ispirazione montiana e foscoliana, quanto il poema didascalico I cavalli (1821) e l'Epistola a Cesare Arici (fonte principale de I cavalli), sono d'intonazione classicheggiante. Gli ultimi due testi vedono tuttavia Tedaldi Fores accostarsi alla poetica romantica, benché l'autore non abbia mai voluto essere definito romantico. «Del più acceso e stravagante byronismo peccano, ad ogni modo, Narcisa, romanza in quattro canti in terzine (Milano 1818), la tragedia Canace (Cremona 1820) e i suoi quattro Romanzi poetici (ivi 1820), pieni di grottesche e funebri fantasie». Successivamente, la sua poesia si fa più sobria, come emerge dalle Meditazioni poetiche del 1825 e dalle tragedie di argomento storico, ossia Bondelmonte (1824), Beatrice di Tenda (1825) e i Fieschi e i Doria (1829). In queste tragedie si nota l'influsso di Shakespeare, Schiller e Manzoni; particolarmente celebre fu la Beatrice di Tenda, accompagnata da molte polemiche e poi trasposta sulle scene operistiche da Vincenzo Bellini, con l'opera omonima del 1833.

## Cronologia delle opere
- Inno all'aurora, Como, dai torchj di Carlantonio Ostinelli 1816 --- Monti, in una sua lettera di risposta al Tedaldi-Fores, ringraziando il giovine Poeta romantico per un "Inno all'Aurora", gli scriveva come lo potrebbe ora fare un manzoniano:

"Perché in avvenire trionfi ne' vostri versi l'affetto, innamoratevi, fate che le vostre idee prima di andar sulla carta passino per mezzo il fuoco del cuore; in una parola, 'sentite'".
- La speranza, inno, Cremona 1817;
- Narcisa. Romanzo in quattro canti di C. Tedaldi-Fores, Milano, presso Batelli e Fanfani, 1818 (ispirato ai Night Thoughts di Edward Young) --- Nel citato Proemio del tomo XVII della «Biblioteca Italiana», l'Acerbi osservava a proposito del byroniano Childe Harold:

"Comunque siasi, non possiamo negare che malgrado i difetti che oscurano il poema di lord Byron, l'Italia non ha nulla in questo genere da porgli a confronto, non solamente in questo anno, ma da molti anni addietro. Il solo romanzo poetico diviso in quattro canti, che noi conosciamo pubblicato in quest'anno, è quello intitolato Narcisa del sig. Tedaldi Fores; ma se somiglia nel genere, tanto però è distante nel merito, che nominarlo dopo lord Byron è una bestemmia".
- La face d'Imeneo. Epitalamio di Tedaldi-Fores per le nozze dei signori Giuseppe Parini e Maria Sonsis, da Giuseppe Feraboli, 1818
- La voce. Capitolo alla impareggiabile signora Rosa Morandi prima attrice cantante nel Teatro della Concordia, Cremona: presso i fratelli Manini, nel carnevale del 1818
- Romanzi poetici, in endecasillabi sciolti, 1820, "pervasi da un iperbolico eroicismo orrifico di marca gotica e ossianesca"
- Canace, tragedia, co' tipi del Feraboli, 1821
- Rapsodia di C. Tedaldi-Fores, Cremona, Feraboli, 1821
- I cavalli, poema, Cremona 1821
- Miscelanea poetica, Cremona 1821
- Epistola in versi scritta in proposito del Sirmione, Cremona 1822
- Per le nozze del signor avvocato Pietro Ribecchi con la signora Giulia Gianorini versi di Carlo Tedaldi Fores, Milano: per Vincenzo Ferrario, 1823
- Bondelmonte, dalla stamperia e fonderia stereotipa di Luigi De-Micheli e Bernardo Bellini, 1824
- Sulla mitologia difesa da Vincenzo Monti. Meditazioni poetiche, Cremona 1825.
- Beatrice di Tenda, Milano 1825[2].
- I Fieschi e i Doria. Tragedia Istorica. Milano, 1829
- Iacopo Foscari, canto marinaresco intitolato, pubblicato in Lettere su Venezia, di anonimo o forse Tullio Dandolo, Livorno, Glauco e Masi 1830

Vennero pubblicate, nel 1879?, le sue lettere inviate a Isabella Teotochi Albrizzi.